# Olan
De Olan is een bergtop in het Frans Pelvouxmassief op de gemeenschappelijke grens van de twee Franse regio's Auvergne-Rhône-Alpes en Provence-Alpes-Côte d'Azur. De Olan bevindt zich in het hart van het nationaal park Les Écrins. De berg met een hoogte van 3564 m bestaat uit een granieten sokkel met een hoed van gneis. Deze dubbele formatie is van ver zichtbaar, wanneer de berg vanuit het noordwesten benaderd wordt. De bergtop werd voor het eerst beklommen in 1880 door René Desmaison en Jean Couzy. De berg staat bij alpinisten als moeilijk gekend, met een zwakke rotskwaliteit die beklimmingen gevaarlijk maken.

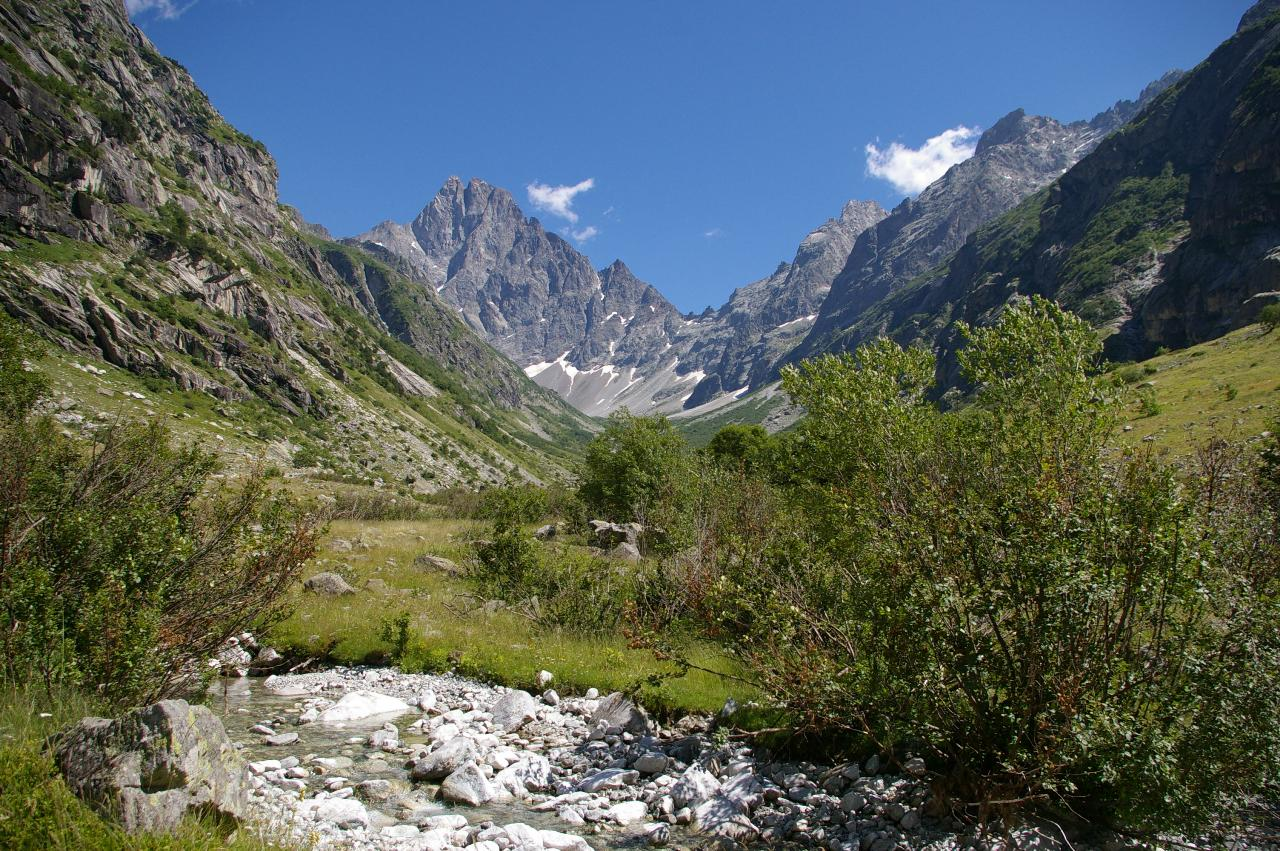
Zicht op de Olan vanuit het nationaal park Les Écrins
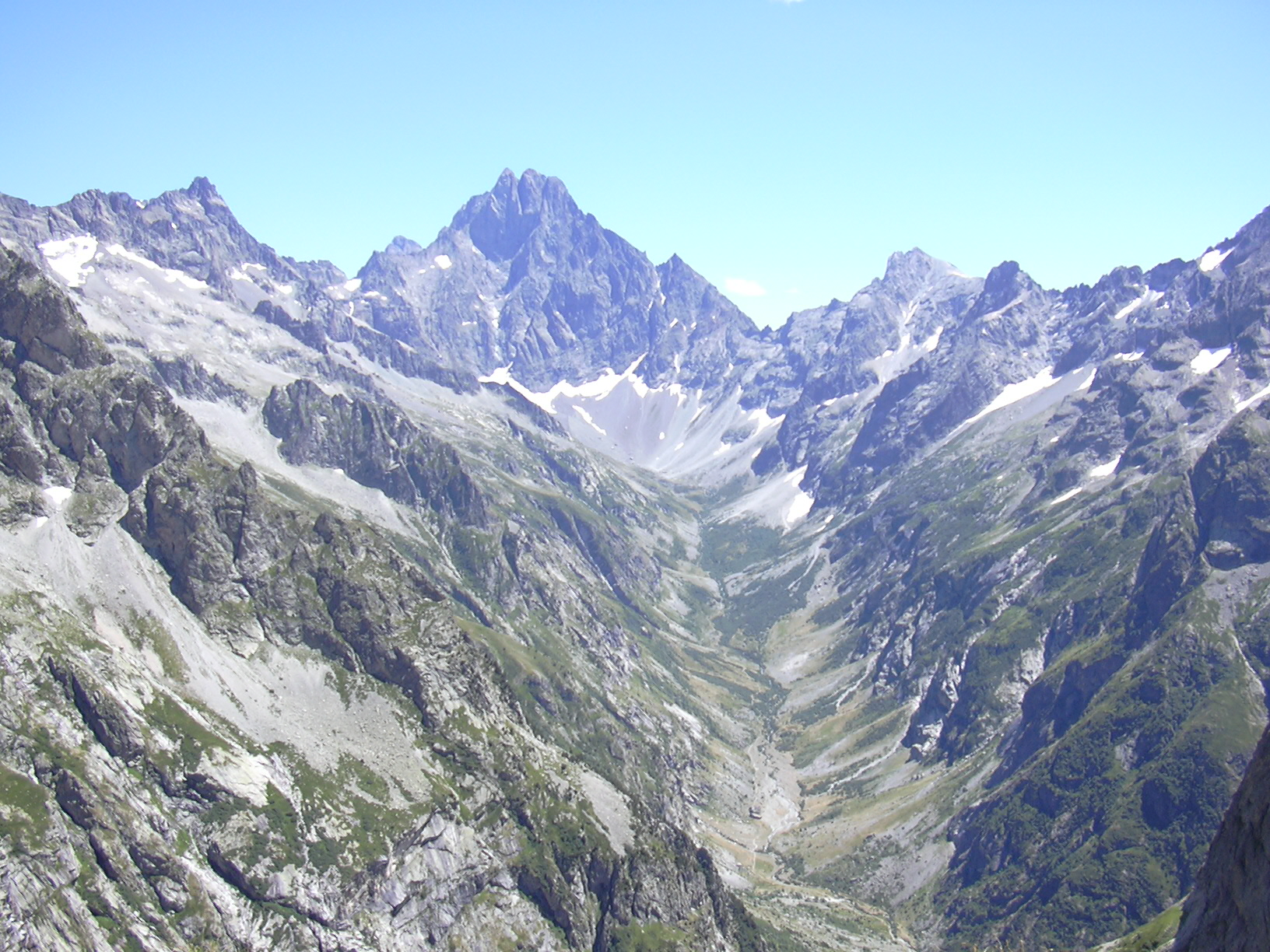
Zicht op de top van de Olan vanaf een pad bij de col des Bersches